# Jaume Martorell
Jaume Martorell era el quart fill dels set fills de Francesc Martorell i la seua esposa, Damiata, a més de Galceran, Joanot, l'escriptor (±1413 - 1468), Jofre, Isabel, Aldonça i la petita Damiata.
Entre els anys 1435 i 1440 Jaume Martorell fou senyor de Masserof, que actualment és una partida situada al terme municipal de Xaló, a la comarca alacantina de la Marina Alta. Aquesta possessió la perdé a causa d'un deute contret amb Mateu Pujades, veí de la ciutat de València, conseller i tresorer reial, que es convertí així en el nou senyor de Masserof. En aquell temps, Masserof comptava amb una comunitat musulmana pròpia, sotmesa a una forta pressió econòmica, com el demostra el fet que els masserofencs foren obligats a pagar el deute de Jaume. Davant de tals abusos, un vassall de l'època tenia dues alternatives: o acceptar-ho resignadament o posar-se sota la protecció d'un senyor més benèvol. La mà d'obra era tan escassa aleshores que era freqüent que el senyor d'acollida es negués a tornar el vassall fugit, tot i les insistents reclamacions del seu legítim senyor.
Els tres germans, Joanot, Galceran i Jaume, dins del llinatge dels Martorell van desenvolupar un paper més actiu i decidit en la defensa dels interessos familiars. Els constants enfrontaments dels tres germans amb Gonçal d'Íxer, Comanador de Muntalbà, feren que el Governador del regne de València instés a les dues parts a buscar una solució pacífica al conflicte sobre la possessió de Llíber, que pertanyia a en Galceran Martorell i el Comanador l'havia adquirida en subhasta pública, promoguda pels creditors d'aquell. Els Martorell no li reconeixien cap efecte jurídic, perquè consideraven que la venda de Llíber havia estat deshonesta.
La relació de Jaume amb Joanot era especialment bona: quan era absent del regne, Jaume es convertia en el seu procurador. Però, també ho era de Galceran, que en un document que data del dia 21 de juliol de 1439, el nomenà procurador seu a fi que signés una treva amb Ausiàs March. Aquesta treva es materialitzà nou dies després en un interessant document notarial, en què s'exposaven les condicions de l'acord i s'establia, a més, el pagament d'una multa de 5000 florins per a l'infractor.

## Renúncia de drets hereditaris
El dia 19 de setembre de l'any 1444 Jaume Martorell renuncià a qualsevol dret que li pogués correspondre en virtut del testament del seu pare, Francesc Martorell, i li'ls transmeté per donació pura i simple a Gonçal d'Íxer. Amb aquesta renúncia Gonçal pretenia impedir que al futur prosperassen reclamacions judicials contra la seua titularitat dominical sobre la Vall de Xaló.